# Changsheng (socken i Kina, lat 41,01, long 108,59)
Changsheng (kinesiska: 长胜, 长胜乡) är en socken i Kina. Den ligger i den autonoma regionen Inre Mongoliet, i den norra delen av landet, omkring 260 kilometer väster om regionhuvudstaden Hohhot.
Genomsnittlig årsnederbörd är 355 millimeter. Den regnigaste månaden är juli, med i genomsnitt 88 mm nederbörd, och den torraste är januari, med 1 mm nederbörd.